# Punta Croz
La Punta Croz (4.110 m s.l.m.) è una vetta delle Grandes Jorasses nel Massiccio del Monte Bianco.
Si trova lungo la frontiera tra l'Italia e la Francia tra la Punta Whymper (ad est) e la Punta Elena (ad ovest).

## Caratteristiche

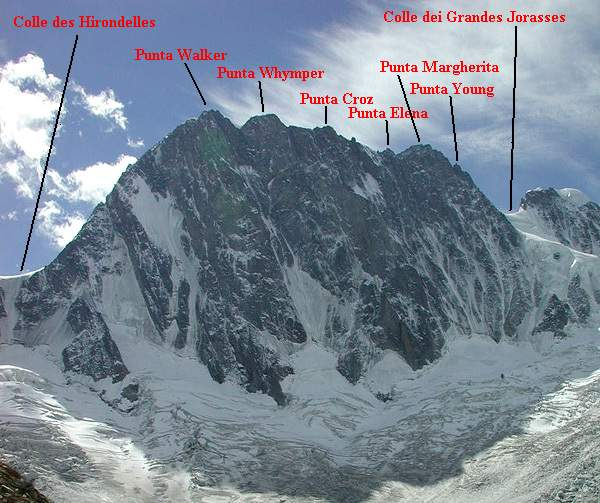
Versante nord (francese) delle Grandes Jorasses con indicata la Punta Croz.

Prende il nome da Michel Croz, guida di Chamonix.
La vetta è particolarmente visibile dal versante nord anche a motivo dello sperone Croz che percorre tutta la parete nord delle Grandes Jorasses. Dal versante sud la vetta non è molto visibile.
La Punta Croz fu la prima ad essere salita dal versante nord delle Grandes Jorasses nel 1935.